# Oxylymma telephorina
Oxylymma telephorina là một loài bọ cánh cứng trong họ Cerambycidae.